# Бриджпорт (Вашингтон)
Вижте пояснителната страница за други значения на Бриджпорт.
Бриджпорт (на английски: Bridgeport) е град в окръг Дъглас, щата Вашингтон, САЩ. Бриджпорт е с население от 2059 жители (2000) и обща площ от 2,7 km². Намира се на 259 m надморска височина. ЗИП кодът му е 98813, а телефонният му код е 509.